# هنري كيلسي
هنري كيلسي (بالإنجليزية: Henry Kelsey)‏ ( 1667 - 1 نوفمبر 1724)، ويعرف أيضا باسم بوي كيلسي، كان تاجر الفراء إنجليزي، ومستكشف، والبحار الذي لعب دورا هاما في تأسيس شركة خليج هدسون في كندا. ولد كيلسي في عام 1667 وتزوج في جرين ويتش، وهي إلى الجنوب الشرقي من وسط مدينة لندن. وهو سجل كأول أوروبي زار المحافظات والتي تعرف اليوم باسم ساسكاتشوان، وربما ألبرتا، فضلا عن أن يكون أول من استكشف السهول العظمى من الشمال. في أسفاره إلى السهول واجه العديد من الأمم الأولى (هنود السهول )، وكذلك قطعان كبيرة من البيسون الأمريكي، والتي كانت المصدر الرئيسي لغذائهم.